# Walton megye (Florida)
Walton megye az Amerikai Egyesült Államokban, azon belül Florida államban található. Megyeszékhelye és legnagyobb városa DeFuniak Springs. Lakosainak száma 75 305 fő (2020. április 1.). Walton megye Geneva, Holmes, Washington, Bay, Okaloosa és Covington megyékkel határos.

## Népesség
A megye népességének változása:
| Lakosok száma | 55 273 | 55 728 | 57 609 | 59 807 | 63 508 | 75 305 |
|               | 2010   | 2011   | 2012   | 2013   | 2015   | 2020   |